# Zac Marriage
Pour les articles homonymes, voir Marriage.
Zac Marriage, né le 12 novembre 2003,, est un coureur cycliste australien.

## Biographie
En 2022, il devient champion d'Australie de la course aux points. 

## Palmarès sur route

### Par année
- 2021
  - 2e du championnat d'Australie du critérium juniors
  - 2e du championnat d'Australie sur route juniors
- 2022
  - John Venturi Memorial
  - Cycle Sunshine Coast :
    - Classement général
    - 1re et 2e (contre-la-montre par équipes) étapes

  - 3e du championnat d'Australie du contre-la-montre espoirs
- 2023
  - Grafton to Inverell Classic
  - 3e du championnat d'Australie du contre-la-montre espoirs
- 2024
  - 2e du Tour de Brisbane
  - 3e du Tour de Bright
- 2025
  -  Champion d'Australie du contre-la-montre espoirs
  - Q Tour :
    - Classement général
    - 2e étape (contre-la-montre)

  - 6e étape du Tour du Bénin
  - 2e du Tour de Tasmanie
  - 2e de la Grafton to Inverell Classic 
  - 2e du Grand Prix de Cotonou

### Classements mondiaux
| Année                                 | 2023  | 2024  |
| ------------------------------------- | ----- | ----- |
| Classement mondial                    | 1448e | 1302e |
| UCI Oceania Tour                      | 73e   | nc    |
|                                       |       |       |
| Légende : nc = non classéSource : UCI |       |       |

## Palmarès sur piste

### Championnats nationaux
- 2022
  -  Champion d'Australie de course aux points
- 2024
  -  Champion d'Australie de course à l'américaine